# هانس واگنر
هانِس واگنر (انگلیسی: Honus Wagner؛ ‎/ˈhɒnəs ˈwæɡnər/‎؛ ۲۴ فوریهٔ ۱۸۷۴ – ۶ دسامبر ۱۹۵۵) با نام کامل یوهانس پیتر "هانِس" واگنر یک بازیکن برجسته و مشهور بیسبال و هنرپیشه اهل ایالات متحده آمریکا بود.
از فیلم‌هایی که وی در آن‌ها نقش داشته است می‌توان به به نام قانون اشاره نمود.